# Флаг Сосновой Поляны
Флаг внутригородского муниципального образования муниципального округа Сосно́вая Поля́на в Красносельском районе города Санкт-Петербурга Российской Федерации — опознавательно-правовой знак, служащий официальным символом муниципального образования и знаком единства его населения.
Флаг утверждён 29 мая 2009 года и внесён в Государственный геральдический регистр Российской Федерации.

## Описание
«Флаг внутригородского муниципального образования Санкт-Петербурга муниципального округа Сосновая Поляна представляет собой прямоугольное полотнище с отношением ширины флага к длине — 2:3, воспроизводящее композицию герба внутригородского муниципального образования Санкт-Петербурга муниципального округа Сосновая Поляна в красном, зелёном и жёлтом цветах».
Геральдическое описание герба гласит: «В разбитом начетверо червлёном (красном) и зелёном поле золотая карета, сопровождаемая внизу золотой сосновой ветвью в столб, положенной поверх рассечения».

## Символика
Флаг составлен на основании герба внутригородского муниципального образования Санкт-Петербурга муниципального округа Сосновая Поляна, в соответствии с традициями и правилами геральдики и отражает исторические, культурные, социально-экономические, национальные и иные местные традиции.
Петергофская «царская дорога» — Петергофская «прешпектива». Ныне это трасса Старо-Петергофского проспекта, проспекта Стачек и Петергофского шоссе. Вскоре после основания Санкт-Петербурга царь Пётр I раздал участки вдоль Петергофской дороги своим приближённым, где началось строительство «увеселительных дач». Всего в первой четверти XVIII века было распределено 86 мест для строительства усадеб. Их владельцы неоднократно менялись. Здесь возник ряд усадебных ансамблей. Владельцами усадеб вдоль Петергофской дороги были многие известные государственные деятели XVIII—XIX веков.
Золотая карета — символ Петергофской «прешпективы», усадебных комплексов располагавшихся вдоль неё.
Золотая сосновая ветвь — указание на название муниципального образования и одноимённого дачного посёлка, который располагался здесь вплоть до начала 1960-х годов (до начала здесь массового жилищного строительства, фактически превратившего местность в новые жилые кварталы Ленинграда). Название Сосновая Поляна носит и железнодорожная станция.
Красный цвет — символ мужества, самоотверженности, красоты, солнца и тепла. В древнерусской традиции красный — красивый. Многие топонимы (названия улиц) на территории внутригородского муниципального образования Санкт-Петербурга муниципального округа Сосновая Поляна посвящены теме Великой Отечественной войны. Здесь в годы войны шли ожесточённые бои, поэтому красный цвет это одновременно цвет пролитой крови героев-защитников Ленинграда. В ходе боёв посёлок был полностью разрушен и возрождён после окончания войны.
Зелёный цвет — надежда, свобода, радость, возрождение природы каждую весну. Напоминает о том, что вплоть до начала 1960-х годов Сосновая Поляна была известна как дачная местность и представляла собой преимущественно сельский пригород Ленинграда. Олицетворение названия муниципалитета — Сосновая Поляна. Ныне Сосновая Поляна — благоустроенный, богатый зеленью муниципалитет. Вдоль Петергофского шоссе протянулся парк.
Жёлтый цвет (золото) — символ божественного сияния, благодати, прочности, величия, солнечного света. Символизирует также могущество, силу, постоянство, знатность, справедливость, верность.